# Neorhopalomyzus
Neorhopalomyzus  (лат.) — род тлей из подсемейства Aphidinae (Macrosiphini). Встречаются в Восточной Азии (Китай, Корея, Япония и Сибирь).

## Описание
Мелкие насекомые, длина 2,6—3,5 мм.
Питаются на растениях Lonicera
.
- Neorhopalomyzus lonicericola (Takahashi)
  - =Amphorophora lonicericola
- Neorhopalomyzus lonicerisuctus  Zhang, G.-x., Zhong & W.-y. Zhang, 1992 [3]